# Система ведущих звёзд (велосипед)
Система ведущих звёзд (жарг. система) — передний набор звёзд велосипеда, расположенный на валу каретки, часть велосипедной трансмиссии. Служит для преобразования поступательного движения ног велосипедиста во вращательное и изменения передаточного отношения (при наличии соответствующего устройства переключения передач).
Кривошипы, за которыми в велосипедной среде закрепилось название шатунов, соединяют оси педалей с оси каретки. Звёзды прикрепляются, как правило, к правому шатуну. Существуют системы как с несъемными звёздами, так и поставляемые отдельно от звёзд.

## Классификация
Наиболее часто встречающиеся виды систем можно разделить на группы.
| По области применения: - MTB системы - DH (англ. DownHill) системы - Шоссейные системы - Системы для дорожных велосипедов По принципу работы механизма переключения передач: - Системы с несколькими звёздами - Планетарные системы | По количеству звезд: - С одной звездой - С двумя звёздами («двойники») - С тремя звёздами («тройники») |

Обычно звёзды крепятся к шатунам с помощью трёх-шести болтов (чаще — четырьмя или пятью). Элемент системы, к которому прикрепляются звёзды, часто именуется «пауком», из-за формы, напоминающей растопыренные во все стороны «лапы». Соответственно с количеством крепёжных отверстий, системы именуются «трёхлапками», «четырёхлапками» и так далее.

### Возможность замены звёзд
Съёмные звёзды позволяют заменить их в случае износа или повреждения. Также это позволяет устанавливать звёзды с разным количеством зубов для различных условий, изменяя таким образом передаточное отношение. В системах для недорогих велосипедов звёзды часто выполнены несъёмными.

### Специфические велосипедные системы
В тандемных велосипедах системы имеют обычно дополнительные звёзды для передачи крутящего момента от педалей второго ездока. Дисковый тормоз, встроенный в систему, применяется на велосипедах со втулкой без свободного хода (например, в велосипедах для велотриала). А иногда механизм свободного хода также располагается в системе ведущих звёзд.
К специфическим также можно отнести системы, разработанные для велосипедов с нестандартной трансмиссией (например, ременным или вальным приводом). 
На некоторых моделях велосипедов (обычно на детских, или складных взрослых) может быть установлена цепь с нетипичным шагом (например, 3/8"=9,525 мм, вместо наиболее распространённого 1/2"=12,7 мм); в таком случае нужна звезда с соответствующим шагом.
В последнее время стали популярны системы с овальными звездами. На сегодняшний день овальные звезды производятся серийно всеми крупными производителями: Е13, Race Face, Blackspire, AbsoluteBlack, Kore, OneUp Components. Выпускаются во всех наиболее распространенных стандартах, в одинарном исполнении и под переключение. Достоинство таких звезд - повышенная эффективность педалирования. В процессе вращения педалей усилие прикладывается неравномерно, и овальные звезды работают благодаря этому, более грамотно распределяя нагрузку. По ощущениям такая звезда более "круглая", нежели обычные. С этими звездами легче забираться в гору, разгоняться и педалировать в мягком грунте. К недостаткам относится повышенный износ цепи и самой звезды (относительно круглых звезд из того же материала), у овальных звезд под переключение - более высокая требовательность к настройке переднего переключателя. Также при высоком каденсе при попытке переключения на меньшую звезду возможна ситуация, когда цепь не успевает полностью освободить большую звезду, в результате чего возможно "зажевывание" цепи между пером рамы и большой звездой, что может привести к поломке звезды и цепи. Для предотвращения такой ситуации рекомендуется уменьшить разницу в количестве зубьев на большой и малой звездах по сравнению с системой с обычными круглыми звездами.

## Стандарты и размеры

### Посадочные диаметры звёзд
Посадочный диаметр звезды (англ. Bolt circle diameter (BCD)) — диаметр окружности на которой расположены болты, закрепляющие звезду (жарг. бонки).
| Система — «четырёхлапка» | Система — «четырёхлапка»               | Система — «четырёхлапка» |
| Стандарт BCD, мм         | наименьшее число зубьев большой звезды | пример реализации        |
| ------------------------ | -------------------------------------- | ------------------------ |
| 104/64                   | 30                                     | Shimano XTR M960         |
| 120/80                   | 38                                     | SRAM 2x10 и 3x10         |
| 96                       | 30                                     | Shimano Cues,Deor        |
| Система — «пятилапка»    |                                        |                          |
| 130/74                   | 38                                     | Truvativ Touro 3.0       |
| 110/74 (Compact)         | 32                                     | Truvativ Touro 2.0       |

### Стандарты крепления к валу каретки
Существуют разные стандарты крепления системы к валу каретки:
- соединение «на клиньях», ранее широко применявшееся на большинстве велосипедов
- соединение «под квадрат» нескольких разновидностей (JIS, ISO, JISLP)
- шлицевое соединение, также встречается в разных исполнениях (Shimano Octalink,Hollowtech ISIS и др.)

В некоторых случаях вал каретки и один из шатунов изготавливаются неразъёмными. Существуют так же системы, в которых оба шатуна образуют с валом единую деталь (встречаются, например, в BMX).

### Длина шатунов
Длина шатуна должна быть пропорциональна длине ног велосипедиста. Чтобы два велосипедиста разного роста, в верхней точке амплитуды, поднимали ногу на один и тот же угол, у них должны быть установлены шатуны разной длины. Наибольшую популярность на рынке получили шатуны от 160 до 180 мм. Хотя оптимальное соотношение антропометрии спортсмена и длины шатуна подбирается опытным путём, ориентировочные рекомендации можно получить из справочников и калькуляторов, данные которых указаны в таблице:
| Длина ноги (по внутренней части), мм | Длина шатуна, мм |
| ------------------------------------ | ---------------- |
| 700-720                              | 160              |
| 720-760                              | 165              |
| 760-800                              | 168              |
| 800-840                              | 170              |
| 840-870                              | 172              |
| 870-910                              | 175              |
| 910-945                              | 177              |
| >945                                 | 180              |

### Чейнлайн (расстояние до цепи)
Велосипедные рамы создаются под определённый чейнлайн (англ. — линия цепи).  Чейнлайн — расстояние между диаметральной плоскостью велосипеда и центром набора звёзд системы (то есть до единственной звезды системы с одной звездой, или середины расстояния между звёздами «двойника», или средней звезды «тройника»).  Чтобы соблюсти чейнлайн, необходимо подбирать к системе каретку с подходящей длиной вала. Обычно рекомендации по выбору каретки предоставляет производитель системы.

### Крепление педалей
Почти все педали современных велосипедов крепятся к шатунам посредством резьбового соединения, причём правая педаль имеет правую резьбу, а левая — левую (для предотвращения самопроизвольного выкручивания). Ось педали с левой резьбой обязательно имеет маркировку в виде букв Л или L на торце. Наиболее часто встречающиеся размеры резьбы педалей:
- 9/16" x 20 tpi — дюймовая резьба с шагом 20 витков на дюйм, применяется в большинстве современных велосипедов.
- 14 мм x 1,25 мм — метрический стандарт, применявшийся в СССР и некоторых европейских странах.

Что касается их взаимозаменяемости: поскольку размеры дюймовой резьбы, переведённые в метрическую систему, чуть больше, и составляют 14,288 мм х 1,27 мм, оси педалей с метрической резьбой, в общем, можно ввернуть в шатуны с дюймовой (но не наоборот). Но, так как мы имеем дело с сильно нагруженным узлом, эта кажущаяся совместимость на практике приведёт ко всё увеличивающемуся люфту и последующему разбиванию и срыву резьбы.

## Дополнительные элементы систем
На велосипедах для МТБ часто на системы устанавливается защитное кольцо из алюминия или пластика, называемое рокринг, башринг или башгард (от англ. bashguard), предохраняющее звезды от повреждения при ударах. Зачастую это кольцо устанавливается вместо наибольшей звезды системы.
Также дополнительные приспособления могут быть предназначены для предотвращения слетания цепи или защиты от попадания одежды между цепью и звездами.
Специальные системы с тензодатчиками могут применяться для измерения мощности, прилагаемой при педалировании.